# Chó Vizsla
Chó Vizsla là một giống chó săn có nguồn gốc ở Hungary, thuộc nhóm FCI 7 (Nhóm chó săn chỉ điểm). Chó Hungary hoặc Chó Magyar Vizsla là giống chó rất nhanh và khỏe mạnh, chúng có thể đóng vai trò là một thú nuôi dùng để bầu bạn trung thành, với kích thước được xem là loài nhỏ nhất trong số tất cả các giống chó săn chỉ điểm nên được xem là giống cho thân thiện với trẻ em. Kích thước của chó Vizsla thuộc mức trung bình, đây là một trong những đặc điểm hấp dẫn nhất của giống chó này, đóng vai trò một thợ săn gia cầm và chó cảnh vùng cao và qua nhiều thế kỷ. Giống chó này đã giữ một vị trí hiếm hoi trong số những chú chó có thể đảm nhiệm nhiều vai trò như chó thể thao, một người bạn trung thành và chó vật nuôi trong gia đình.
Chó Vizsla là một thợ săn tự nhiên có điểm mạnh là một chiếc mũi với khứu giác tuyệt vời và khả năng huấn luyện nhanh. Nó được lai tạo để làm việc trên cánh đồng, thậm chí là các môi trường rừng hoặc nước. Mặc dù giống chó này rất thân thiện, dịu dàng, kích thước nhỏ, nhưng chúng không sợ hãi và có khả năng bảo vệ tốt cho chủ.

## Kích thước
Vizsla là một con chó có kích thước nhỏ trong số những loại chó săn chỉ điểm. Con đực có chiều cao từ 22 đến 25 in (khoảng từ 56 đến 66 cm) tính từ chân lên đến vai và trọng lượng nằm trong khoảng từ 45 đến 66 lb (khoảng từ 20 đến 27 kg). Chó cái có các số đo nhỏ hơn một chút cho với chó đực, khi có chiều cao từ 21 đến 24 inch (từ 51 đến 61 cm) và trọng lượng trong khoảng từ 40 đến 55 lb (khoảng 18 đến 25 kg).